# العلاقات الألبانية المنغولية
العلاقات الألبانية المنغولية هي العلاقات الثنائية التي تجمع بين ألبانيا ومنغوليا.

## مقارنة بين البلدين
هذه مقارنة عامة ومرجعية للدولتين:
| وجه المقارنة                                              | ألبانيا                                                    | منغوليا         |
| --------------------------------------------------------- | ---------------------------------------------------------- | --------------- |
| المساحة (كم2)                                             | 28.75 ألف                                                  | 1.57 مليون      |
| عدد السكان (نسمة)                                         | 3.02 مليون                                                 | 3.08 مليون      |
| الكثافة السكانية (ن./كم²)                                 | 105.04                                                     | 1.96            |
| العاصمة                                                   | تيرانا                                                     | أولان باتور     |
| اللغة الرسمية                                             | اللغة الألبانية                                            | اللغة المنغولية |
| العملة                                                    | ليك ألباني                                                 | توغروغ منغولي   |
| الناتج المحلي الإجمالي (بليون دولار)                      | 13.04 مليار                                                | 11.49 مليار     |
| الناتج المحلي الإجمالي (تعادل القوة الشرائية) بليون دولار | 33.17 مليار                                                | 36.16 مليار     |
| الناتج المحلي الإجمالي الاسمي للفرد دولار أمريكي          | 3.94 ألف                                                   | 3.97 ألف        |
| الناتج المحلي الإجمالي للفرد دولار أمريكي                 | 11.11 ألف                                                  | 11.95 ألف       |
| مؤشر التنمية البشرية                                      | 0.764                                                      | 0.727           |
| رمز المكالمات الدولي                                      | +355                                                       | +976            |
| رمز الإنترنت                                              | .al                                                        | .mn             |
| المنطقة الزمنية                                           | توقيت وسط أوروبا، ت ع م+01:00، ت ع م+02:00، أوروبا/تيرانا ‏ | ت ع م+08:00     |

## منظمات دولية مشتركة
يشترك البلدان في عضوية مجموعة من المنظمات الدولية، منها:
| علم المنظمة | اسم المنظمة                               | تاريخ انضمام ألبانيا | تاريخ انضمام منغوليا |
| ----------- | ----------------------------------------- | -------------------- | -------------------- |
|             | الاتحاد البريدي العالمي                   | ?                    | ?                    |
|             | مؤسسة التنمية الدولية                     | 15 أكتوبر 1991       | 14 فبراير 1991       |
|             | منظمة حظر الأسلحة الكيميائية              | ?                    | ?                    |
|             | منظمة التجارة العالمية                    | ?                    | ?                    |
|             | الأمم المتحدة                             | 14 ديسمبر 1955       | 27 أكتوبر 1961       |
|             | المركز الدولي لتسوية المنازعات الاستشارية | 14 نوفمبر 1991       | 14 يوليو 1991        |
|             | وكالة ضمان الاستثمار متعدد الأطراف        | 15 أكتوبر 1991       | 21 يناير 1999        |
|             | منظمة الشرطة الجنائية الدولية             | ?                    | ?                    |
|             | مؤسسة التمويل الدولية                     | 15 أكتوبر 1991       | 14 فبراير 1991       |
|             | الاتحاد الدولي للاتصالات                  | 2 يونيو 1922         | 27 أغسطس 1964        |
|             | البنك الدولي للإنشاء والتعمير             | 15 أكتوبر 1991       | 14 فبراير 1991       |
|             | منظمة الأمن والتعاون في أوروبا            | 19 يونيو 1991        | 21 نوفمبر 2012       |
|             | مجلس التعاون الاقتصادي                    | 23 فبراير 1949       | 6 يوليو 1962         |
|             | يونسكو                                    | 16 أكتوبر 1958       | 1 نوفمبر 1962        |

## وصلات خارجية
- موقع وزارة الخارجية الألبانية
- موقع وزارة الخارجية المنغولية